# پو دامرون
پو دامرون (به انگلیسی: poe dameron)یک شخصیت خیالی در جنگ ستارگان است. او برای اولین بار در جنگ ستارگان: نیرو برمی‌خیزد توسط بازیگری اسکار آیزاک ظاهر شد. او یک خلبان جنگنده ضربدر بال نیروهای مقاومت بود که به‌طور اتفاقی با فین (جان بویگا) و در سیاره جاکو با ری (دیسی ریدلی) برمی‌خورد و علیه نیروهای محفل یکم می‌جنگند.

## حضور

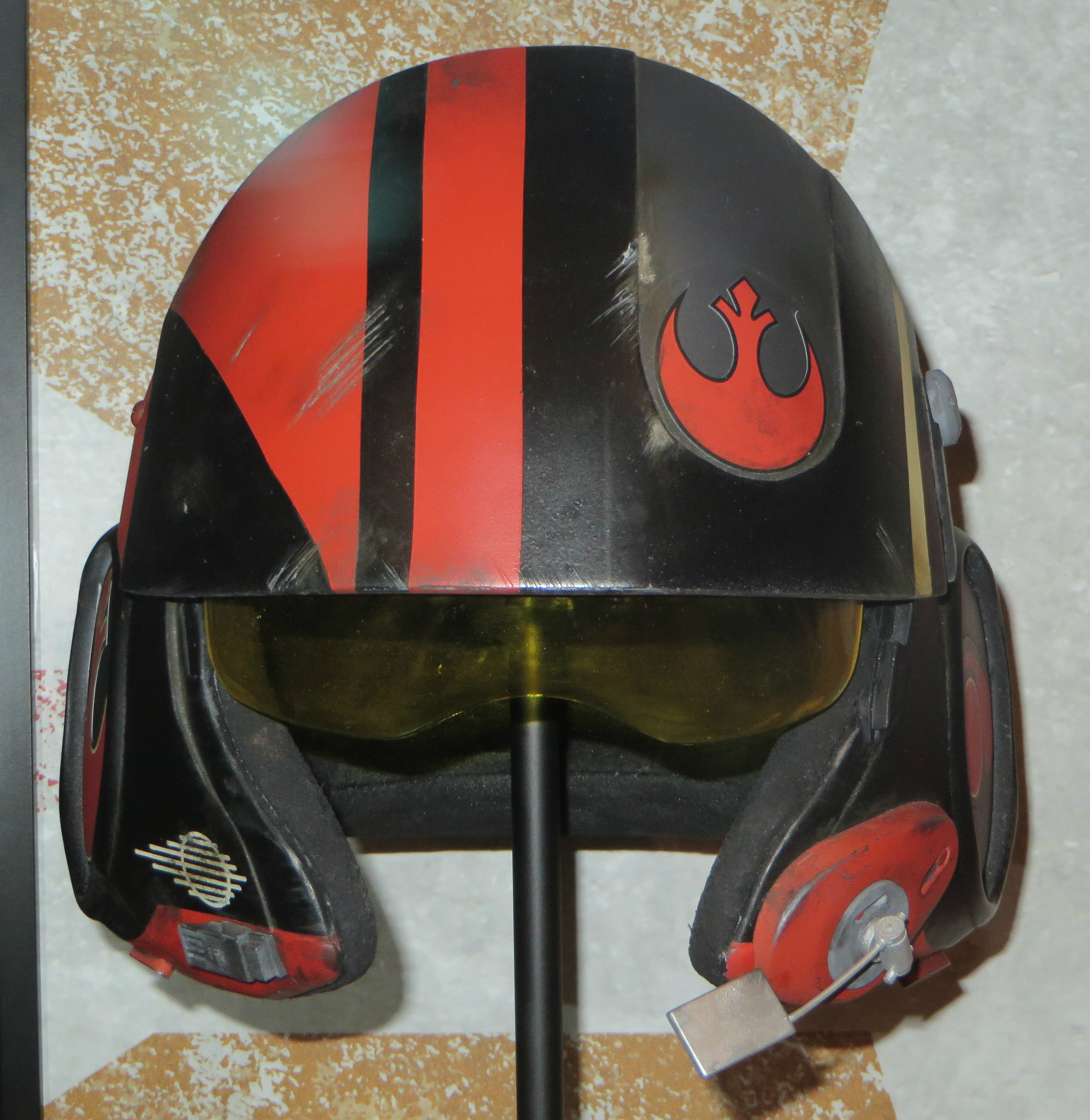
کلاه پو در نمایشگاه خورشید جنگ ستارگان در استودیوهای هالیوود دیزنی (۲۰۱۵)

### نیرو برمی‌خیزد (۲۰۱۵)
پو دامرون در مأموریتی در سیاره جاکو، قبل از این که توسط نیروهای محفل یکم گرفته شود، نقشه محل لوک اسکای‌واکر را به بی‌بی-۸ می‌سپارد و به او توصیه می‌کند که تا جایی که می‌تواند دور شود تا اینکه ری او را پیدا می‌کند. پو نیز با یکی از سربازان سرکش که حاضر نیست دیگر برای محفل یکم بجنگد، به نام فین به وسیله جنگنده پولک بال فرار می‌کنند و به علت آسیب دیدگی روی سیاره سقوط می‌کنند و پو در شنهای روان ناپدید میشود و فین آن را مرده فرض می‌کند و بخاطر آنکه لباس گروه ضربت را بر تن دارد، لباس پو را که تنها باقی مانده از آن است برمی‌دارد. پو پس از مدتی در پایان فیلم ظاهر می‌شود و لباس خود را که بر تن فین می‌بیند به او می‌بخشد و همچنین از او برای کامل کردن مأموریتش و سالم نگه داشتن بی‌بی-۸ تشکر می‌کند.

### آخرین جدای (2017)
نیروهای مقاومت در حال فرار از پایگاه خود هستند.زیرا محفل یکم توانسته آنها پیدا کند.پو همراه با برخی از نیروهای هوایی مقاومت وظیفه دارند تا تیراندازهای سطح سفینه ی اصلی را نابود کنند.در پایان پو موفق میشود اینکار را بکند.ژنرال لیا اورگانا به پو دستور عقب نشینی میدهد.امّا پو مخالفت میکند و تصمیم میگیرد سفینه ی اصلی را نیز با بمب افکن ها نابود بکند.در آخرین لحظات آخرین بمب افکن بازمانده موفق میشود و در نهایت نیروهای مقاومت با سرعت نور فرار میکنند.
در راه فرار،لیا به علت سرپیچی از دستور و از دست دادن نیروهای زیاد،به پو تنزل درجه میدهد.ولی ناگهان معلوم میشود که نیروهای محفل یکم توانسته اند با سرعت نور آنها را تعقیب کنند و اینبار با سفینه ای اینکار را کرده اند که خود اسنوک در آن حضور دارد و بدتر از آن که سوخت سفینه ی مقاومت در حال تمام شدن است.پو از لیا اجازه ی حمله را میگیرد،امّا در حین آماده سازی،کایلو رن با تیراندازی به کابین سفینه،نیروی هوایی را پیش از آغاز حمله ساقط میکند و فقط پو و بی بی-8 جان سالم به در میبرند.کمی بعد پو متوجه میشود که ادمیرال هولدو(که به علت آسیب دیدگی شدید لیا،رهبر موقتی مقاومت شده)در حال سوختگیری سفینه های ترابری برای فرار و تخلیه ی سفینه است و به این قضیه اعتراض شدید میکند.سپس وی یک شورش در سفینه راه می اندازد و خودش کنترل اوضاع را در اختیار میگیرد.امّا بلافاصله سروکلّه ی لیا پیدا میشود و با بیهوش کردن وی به این شورش خاتمه میدهد.سپس پو در یکی از سفینه های ترابری به هوش میاید.به لطف فداکاری ادمیرال،بازماندگان مقاومت در یکی از پایگاه های قدیمی شورشیان فرود میایند.در آنجا آنها از برق پایگاه برای فرستادن پیغام کمک استفاده میکنند.ولی هیچکس جوابی نمی‌دهد.سپس هنگامی که در کمال ناباوری سروکله ی لوک اسکای‌واکر پیدا میشود و کایلو رن سعی در کشتن وی میکند،پو میفهمد که لوک در اصل قصد دارد حواس نیروهای محفل یکم را پرت کند و همین باعث میشود آنها از یک راه مخفی فرار کنند.